# Delburne
Delburne est un village (village) du Comté de Red Deer, situé dans la province canadienne d'Alberta.

## Démographie
En tant que localité désignée dans le recensement de 2011, Delburne a une population de 830 habitants dans 348 de ses 373 logements, soit une variation de 8.5% avec la population de 2006. Avec une superficie de 3,923 6 km2, village possède une densité de population de 211,540 4 hab/km2 en 2011.
Concernant le recensement de 2006, Delburne abritait 765 habitants dans 308 de ses 315 logements. Avec une superficie de 1,319 2 km2, village possédait une densité de population de 579,9 hab/km2 en 2006.
| 2001 | 2006 | 2011 | 2016 |
| ---- | ---- | ---- | ---- |
| 719  | 765  | 830  | 892  |